# Labeo alluaudi
Labeo alluaudi är en fiskart som beskrevs av Jacques Pellegrin 1933. Labeo alluaudi ingår i släktet Labeo och familjen karpfiskar. IUCN kategoriserar arten globalt som starkt hotad. Inga underarter finns listade i Catalogue of Life.